# Scudderia pallens
Scudderia pallens är en insektsart som först beskrevs av Fabricius 1787.  Scudderia pallens ingår i släktet Scudderia och familjen vårtbitare. Inga underarter finns listade i Catalogue of Life.